# خيرونا (سفينة)

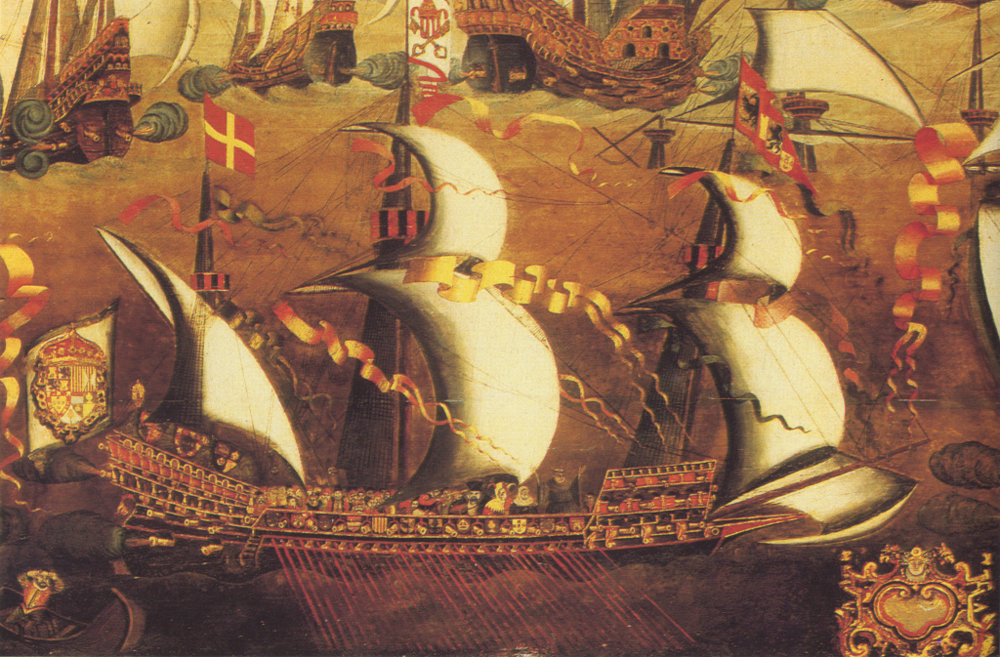
An Armada galleas

جيرونا سفينة تابعة للأرمادا الإسبانية، وتُمَثِّل أَغنى الكنوز في تاريخ الآثار الأيرلندية. في عام 1588م غرقت جيرونا في خليج قرب ممر العملاق المائي في مقاطعة أنتريم بأيرلندا الشمالية. وقد اكتشف روبرت ستينويت موقع حطامها عام 1967م. وطوال السنتين التَّاليتين تمَّت استعادة عدة آلاف من الموادّ من قاع البحر منها مدفع وقذائف، وصفيحة فضيَّة، ومجوهرات، ومعدات ملاحة. كما تمَّ عرض المواد المُستَعادة من جيرونا في متحف ألستر في بلفاست بأيرلندا الشَّمالية.